# Шерон Атина Агатон
Шерон „Атина“ Агатон је копија хуманоидног сајлонског модела Број осам. 
Први пут се појављује на окупираној Каприци, где се сусреће са Карлом „Хело“ Агатоном. Њен задатак је био да га заведе као део сајлонског програма укрштања двеју раса, људске и сајлонске. Иако успева у почетку и остаје у другом стању са Хелом, Шерон се заљубљује у њега и окреће се против своје расе. Карл, и ако шокиран сазнањем о њеном пореклу, прихвата је као мајку свога нерођеног детета и заједно беже са планете на Свемирску крстарицу Галактику.
На Галактици Шерон је затворена и дуго третирана са неповерењем. Временом задобија поверење адмирала Вилијама Адаме због давања информација о Сајлонцима помоћу којих је Колонијална флота у више наврата успела да побегне од сигурног уништења. Удаје се за Карла Агатона и постаје официр са чином поручника у Колонијалној флоти. Шерон Агатон је на Галактици родила девојчицу којој је дато име Хера. Хера је упорно скривана од Шерон и Карла, пошто је председница Рослин сматрала да дете представља опасност за опстанак људске расе. Шерон је дуже од годину дана веровала да је Хера мртва, међутим када је сазнала истину при сусрету са још једном копијом Броја осам Шерон „Бумер"Валери, успела је да је узме од Сајлонаца уз помоћ сајлонског модела Број шест познатом под именом Каприка. 
Бумер је касније претукла Атину, завела Хела и отела Херу, али је на крају Атина убила Бумер која није успела да се поново учита у друго тело и тако је трајно умрла. Након свега, Атина је остварила миран живот са својим мужем и ћерком на Земљи.

#### Каприка под окупацијом Сајлонаца
У првој епизоди првог серијала, на окупираној Каприци, појављује се још једна Шерон, модел Број осам потпуно свесна свог правог идентитета и природе, за разлику од Шерон „Бумер"Валери која је агент спавач и у том тренутку верује да је људско биће. Нова Шерон спасава Карла „Хело“ Агатона који лута окупираном планетом, и убија једну копију Број шест. Спасавање Хела је део салонског плана за укрштање две расе. Шерон има задатак да, представљајући се као Бумер, Хелов ко-пилот раптора са Галактике, заведе Хела. Заједно бежећи од Сајлонских центуриона, Хело се заљубљује у Шерон ступајући у сексуални однос са њом. Покушавајући да отму један од раптора из сајлонске базе, Хело је сазнао Шеронин прави идентитет наишавши на још једну копију Број осам, која је покушала да га убије, али у томе је спречила Шерон. Не знајући шта да мисли Хело је ранио Шерон у раме, али није је убио откривши да је трудна и да носи његово дете.
Касније, пар сусреће Кару „Старбак“ Трејс која схвата да је Шерон Сајлонац и покушава да је убије, али Хело је спречава у томе. Шерон потом бежи у сајлонском рејдеру којим је Старбак дошла на планету. Међутим, касније се враћа како би помогла Хелу и Покрету отпора са Каприке да спасу Старбак из сајлонског заробљеништва. После успешног ослобађања, Старбак, Хело и Шерон напуштају планету како би се поново састали са председницом Лором Рослин и делом флоте одвојене од Галактике.

#### Атинин гроб
Покушај убиства капетана Вилијама Адаме на Галактици је свима открио прави идентитет Шерон „Бумер“ Валери, а самим тим и свих њених копија. Из тог разлога долазак Шерон Валери у пратњи Хела и Старбак је прихваћен са отвореним непријатељством. Ли „Аполо“ Адама је одмах по њиховом доласку покушао да убије Шерон, али га је Хело у томе зауставио. Касније је председница Рослин наредила да је баце у отворени свемир, али се предомислила када им је Шерон рекла да може да им помогне да пронађу Атинин гроб који ће им показати пут ка Земљи. На Коболу где се налази Атинин гроб, Шерон је поново показала своју лојалност људској раси. Иако везана, одбранила је групу од напада Центуриона на путу ка Гробници. Долазак чланова Галактике на Кобол није прошао без инцидената. Капетан Адама је одмах пошто је видео покушао да задави Шерон. И поред његовог отвореног непријатељства, Шерон је капетану Адами и његовом сину Аполу спасила живот разоткривши заверу за њихово убиство.

#### На Галактици
И поред свега, по повратку на Галактику Шерон је одмах затворена. Једина особа која јој верује је Хело. Без обзира на све Шерон је поново у неколико наврата помогла и спасила флоту и Галактику од уништења. Када је сајлонски компјутерски вирус претио да уништи цео рачунарски систем на Галактици, Шерон је успела уз помоћ своје сајлонске природе да га окрене против самих Сајлонаца. На тај начин је колонијалним пилотима омогућила да неометано униште све рејдере и матични брод. У још неколико наврата Шерон је давала виталне информације о Сајлонцима које су помогле Колинијалној флоти опстанак и сигурност.

#### На Пегазу
Када се колонијална флота ујединила са Свемирском крстарицом Пегазом под командом адмирала Хелен Кејн, адмирал је наредила да Шерон буде испитана од стране поручника Торна. Торн је претукао Шерон и покушао да је силује за време саслушања, али су га Хело и Гален „Шеф“ Тајрон спречили, при чему Торн несрећно гине.

#### Хера
Сматрајући да је нерођена беба Хела и Шерон претња за флоту као и сам опстанак човечанства, председница Рослин издаје наређење да се трудноћа оконча. Абортус спречава др. Гај Балтар који сазнаје да крв фетуса може да излечи рак. Шерон је превременим порођајем царским резом родила девојчицу којој су дали име Хера. Рослин је сматрала да би одгајање детета од стране мајке Сајлонке било погубно по расу људи, те је Херина смрт исценирана и дете је дато на чување девојци по имену Маја. Хело, Шерон, па ни Адама нису ништа знали о овоме.

#### Нова Каприка под окупацијом Сајлонаца
Годину дана по окупацији Нове Каприке, Шерон је удата за Хела и носи његово презиме Агатон. Адмирал Адама је повратио потпуно поверење у њу и због потребе за пилотима Шерон Агатон добија чин поручника у Колонијалној флоти. Адмирал шаље Шерон на Нову Каприку као официра за везу између Галактике и Покрета отпора Нове Каприке. Шерон има задатак да из сајлонске базе поврати кључеве свих цивилних бродова на Новој Каприци којима би се извршила евакуација људи са планете. Шерон је представљала идеалног агента на планети пошто Центуриони не могу да је разликују од других модела Број осам. Када је успешно преузела кључеве из сајлонске базе, Шерон се сусрела са једном копијом Број три која је препознала. Број три је обавештава да је Хера жива, али Шерон одбија да поверује да би је Адама слагао. Рањава Тројку у ноге да не би обавестила остале шта се дешава. 

#### Атина
После успешне акције спасавања људи са окупиране Нове Каприке, Шерон Агатон ужива поверење и наклоност пилота са Галактике. У соби за одмор, када је један од пилота, Рејстрек, ословљава са „Бумер“, Шерон одбија то име говорећи како је оно припадало некоме другом. Остали пилоти предлажи разне надимке, већином у односу на њену сајлонску расу, али на крају на предлог Хотдога Шерон постаје Атина.